# Communauté de communes des Ballons des Hautes Vosges et de la Source de la Moselle

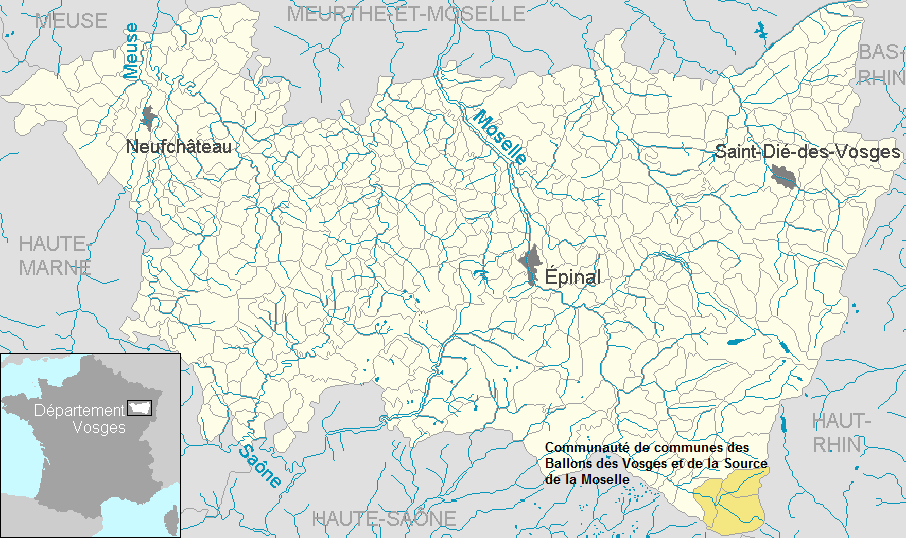
Lage im Département Vosges

Die Communauté de communes des Ballons des Hautes Vosges et de la Source de la Moselle ist ein ehemaliger kommunaler Zusammenschluss (Communauté de communes) der drei Gemeinden Bussang, Fresse-sur-Moselle und Saint-Maurice-sur-Moselle im Département Vosges in Lothringen. Der Name geht auf die geografische Lage an der Mosel-Quelle nahe den höchsten Erhebungen (Ballons des Vosges) in den südlichen Vogesen ein. Der Kommunalverband lag im äußersten Südostzipfel Lothringens und grenzte an die Regionen Elsass und Franche-Comté.
Der Kommunalverband hatte 5002 Einwohner (2007) auf 83,04 km², was einer Bevölkerungsdichte von 60 Einwohnern/km² entsprach. Sitz des Verbandes war die Gemeinde Saint-Maurice-sur-Moselle.
Der Kommunalverband wurde am 1. Dezember 2006 gegründet, um die materiellen Ressourcen der Gemeinden zu bündeln und die wirtschaftliche Entwicklung zu koordinieren.
Mit Wirkung vom 1. Januar 2013 fusionierte der Gemeindeverband mit der Communauté de communes des Mynes et Hautes-Vosges du sud und bildete dadurch die neue Communauté de communes des Ballons des Hautes-Vosges.